# 아버지 (희곡)
아버지(Le Père)는 플로리앙 젤레르가 2012년 지은 희곡이다. 2012년 초연된 ＜아버지＞는 먼저 프랑스 최고 연극에 수여되는 몰리에르작품상을 수상했다. 전 유럽과 뉴욕 브로드웨이 공연도 성공적이었다. 영국과 미국에서 각각 토니상과 올리비에상을 석권하며 세계무대에서도 작품성과 대중성을 인정받았다. 이를 계기로 프랑스의 떠오르는 스타 작가 플로리앙 젤레르는 세계적 명성을 얻게 되었다. 그리고 ＜아버지＞는 현재 세계에서 가장 많이 공연되는 프랑스어 희곡이 되었다.
플로리앙 젤레르가 프랑스의 원로 배우 로베르 이르슈를 위해 쓴 ＜아버지＞는 세계 각국의 원로 배우들에게도 영감과 영광을 주었다. 영국에서는 케네스 크랜햄이라는 배우가, 미국에선 배우 프랭크 렌젤러가 아버지 ‘앙드레’를 열연해 자국에서 최고연기상을 수상했다. 세계적 흥행의 영향으로 ＜아버지＞는 2016년 한국 관객과도 만났다. 이 공연에서 아버지 역할을 맡은 것은 한국의 안소니 홉킨스, 박근형 배우였다. 그는 이 작품으로 40년 만에 명동예술극장 무대에 올라 최고의 연기를 보여 주었다. 박근형 배우는 재밌는 극본 때문에 단숨에 역할을 승낙했다며, “진실성이 묻어나는 역할, 동서양 구분 없이 모두가 공감할 주제”를 작품의 매력으로 꼽았다.
이 희곡은 2021년 영화 <더 파더>로 각색되기도 했다. 플로리앙 젤레르는 ＜아버지＞에 앞서 ＜어머니＞를, 이어 ＜아들＞을 발표하며 ‘가족 삼부작’을 완성했다. 모두 과거와 현재, 진실과 허상을 교묘히 뒤섞어 현대 가족 구성원의 불안한 심리를 탐색한 작품들이다.

## 줄거리
앙드레는 최근 딸이 거짓말을 한다는 의심이 들기 시작했다. 어제까지만 해도 분명 런던으로 떠나야겠다던 딸이 오늘은 파리에 머물 거라고 한다. 남편이 없다고 했는데, 갑자기 한 남자가 나타나 자신을 안느의 남편이라고 소개하고, 사위인 줄 알았던 피에르에 대해 안느는 그저 애인일 뿐이라고 잡아뗀다. 집 인테리어도 조금씩 바뀐다. 날마다 가구가 하나씩 사라지는데 딸은 모르는 척 능청을 떤다. 앙드레는 이 모든 게 딸이 자기 몰래 집 전체를 차지해 버리려는 속셈이 아닌지 의심스럽다. 그게 아니라면 매일 계속되는 딸의 거짓말을 설명할 수 없다. 앙드레의 이 모든 의심은 첫 장면에서부터 암시되듯 앙드레의 치매 때문이다. 하지만 그걸 알면서도 앙드레의 불완전한 기억처럼 혼란스럽게 반복되는 장면들을 지나다 보면 독자는 어느 순간 앙드레와 똑같은 처지가 되고 만다. 앙드레가 마침내 “내가 누구지” 하고 묻기 전까지, 무엇이 진실이고 무엇이 허상인지 모를 혼돈 속을 독자도 똑같이 헤매게 되는 것이다. 이처럼 ＜아버지＞는 치매에 걸린 아버지의 불안한 심리를 해부한 심리 탐사극이다. 과거와 현재, 진실과 허상이 뒤엉키며 뚝뚝 끊어지는 장면들이 기억에 장애를 겪는 앙드레의 상황을 여실히 보여 준다.
한편 딸 안느는 치매에 걸린 아버지를 부양해야 할 책임과 자신의 삶 중 하나를 선택해야 하는 상황에 놓여 있다. 고령화가 사회에서 치매는 익숙한 일상의 단어다. 당사자뿐 아니라 가족 모두의 일상과 삶을 무너뜨리기에 치매는 심각한 사회 문제로까지 인식된다. 치매 환자 돌봄과 그 가족들의 일상 회복을 위해 국가와 지역사회가 나설 정도다. 이런 현실을 반영하듯 드라마와 영화에서도 자주 치매 환자를 그린다. 대부분 이성의 끈을 놓아 버린 치매 환자와 그 때문에 고통을 겪는 가족들의 모습이 눈물을 자아내는 그런 묘사들이다. 하지만 ＜아버지＞가 치매를 다루는 방식은 좀 다르다. 앙드레는 기억을 조금씩 놓치고는 있지만 아직 위트와 유머를 잃지 않은 사랑스러운 노인이다. 고집이 좀 세고, 사람을 잘 못 알아보고, 했던 말을 또 하는 것 말고는 왕년의 명민함이 여전하다. 그런 앙드레가 점점 자신을 잃어가며 낯선 두려움에 사로잡힌다. 두렵기는 안느도 마찬가지다. 아버지의 눈빛이 자신을 더 이상 알아보지 못한다는 것을 알았을 때 안느는 결국 절망한다. 하지만 그래도 그녀는 아버지를 위해 끝까지 할 수 있는 모든 노력을 기울인다. 낯섦과 두려움의 연속인 부녀의 하루하루가 덤덤한 일상의 언어로 전해지고 있다. 큰 사건도 없고 따라서 극적인 해결도 없다. 하지만 일상이 살얼음판 걷듯 불안하게 이어지는 장면들은 무섭도록 사실적이다. 그만큼 공감과 울림이 클 수밖에 없다.